# Eylie
Eylie est un hameau de la commune de Sentein, en haute vallée du Lez, dans le département de l'Ariège, en France. En contrebas de la frontière avec l'Espagne (Val-d'Aran), il se divise en deux parties : Eylie d'en Bas et Eylie d'en Haut.

## Géographie
Situé à 5 km au sud de Sentein, ce hameau de montagne, étagé entre 900 et 1000m d'altitude, marque le bout de la route départementale 4 qui parcourt la Vallée du Biros . 
Eylie et ses alentours sont irrigués par de nombreux ruisseaux confluents du Lez, un affluent majeur en rive gauche du Salat.

## Histoire

### Site de traitement minier du Bocard
L'usine du Bocard, à Eylie, assurait jusqu'en 1953 le traitement du minerai de plomb et de zinc des mines d'altitude du Bentaillou et de Chichoué.

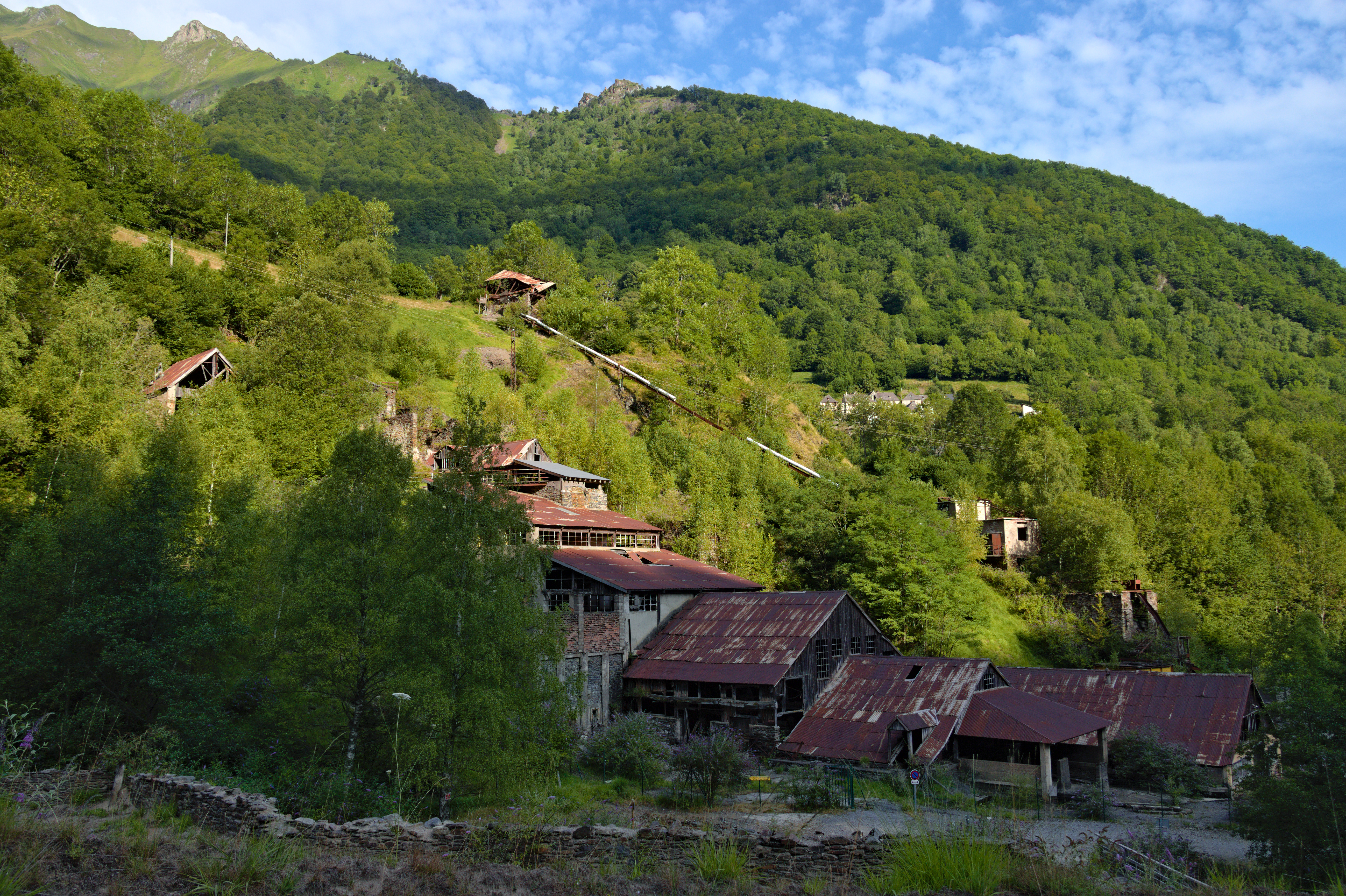
Ancienne usine de traitement du minerai des mines de Bentaillou, au Bocard d'Eylie.
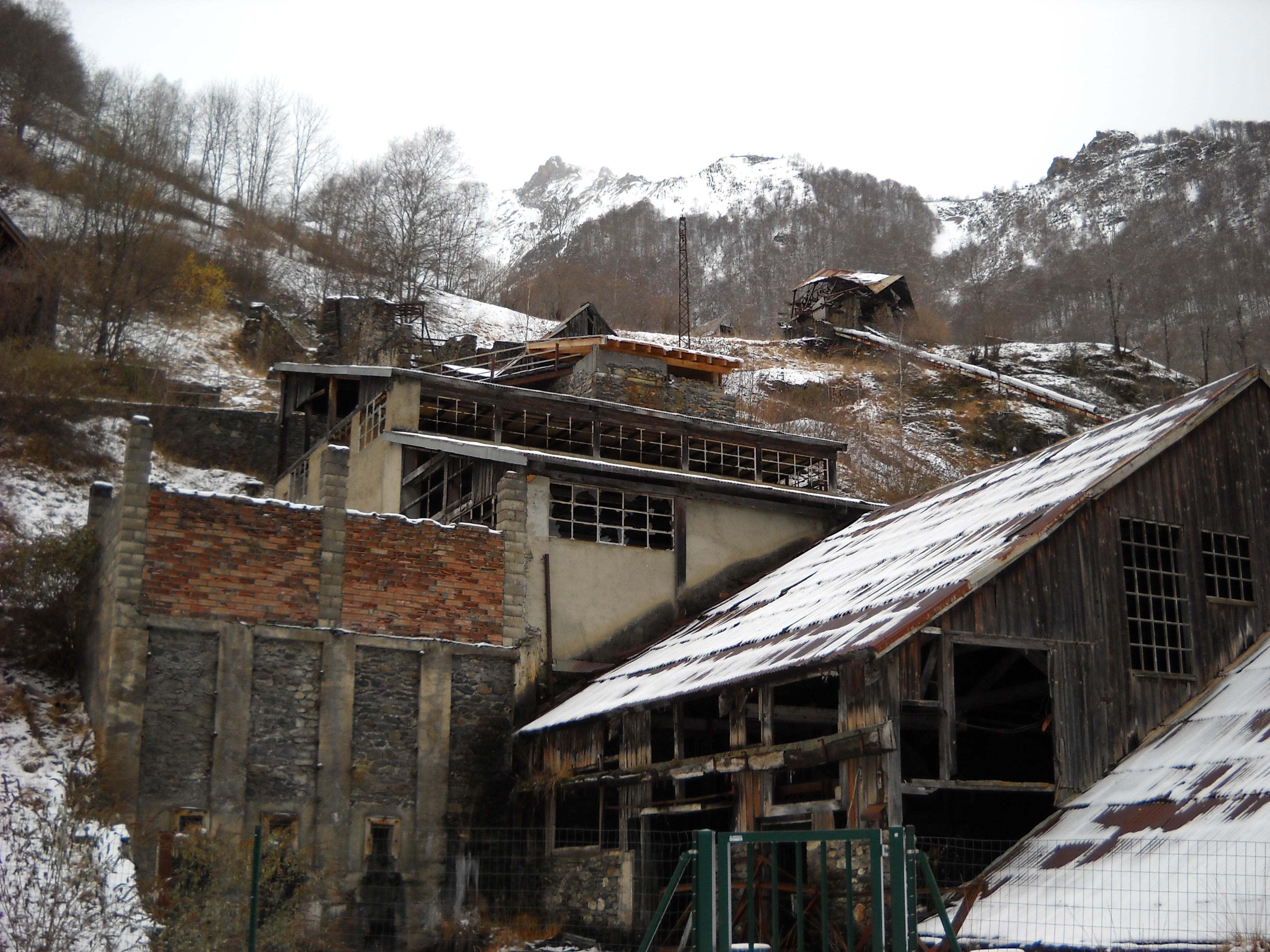
Le Bocard d'Eylie.

## Randonnée
Dominé par les plus hauts sommets du Couserans, Eylie marque une étape du célèbre sentier de grande randonnée 10 (présence d'un gîte d'étape) reliant la mer Méditerranée à l'océan Atlantique. Plusieurs chemins de randonnées, au départ d'Eylie, conduisent vers la frontière catalane (comarque du Val d'Aran). Le hameau est un point de départ pour les randonneurs souhaitant gravir les 2 880 m du pic de Maubermé ou encore aller admirer le versant arannais depuis les 2 512 m du port d'Urets. C'est d'ici, et plus précisément du Bocard d'Eylie que se situe le départ pour découvrir le cirque de La Plagne. 

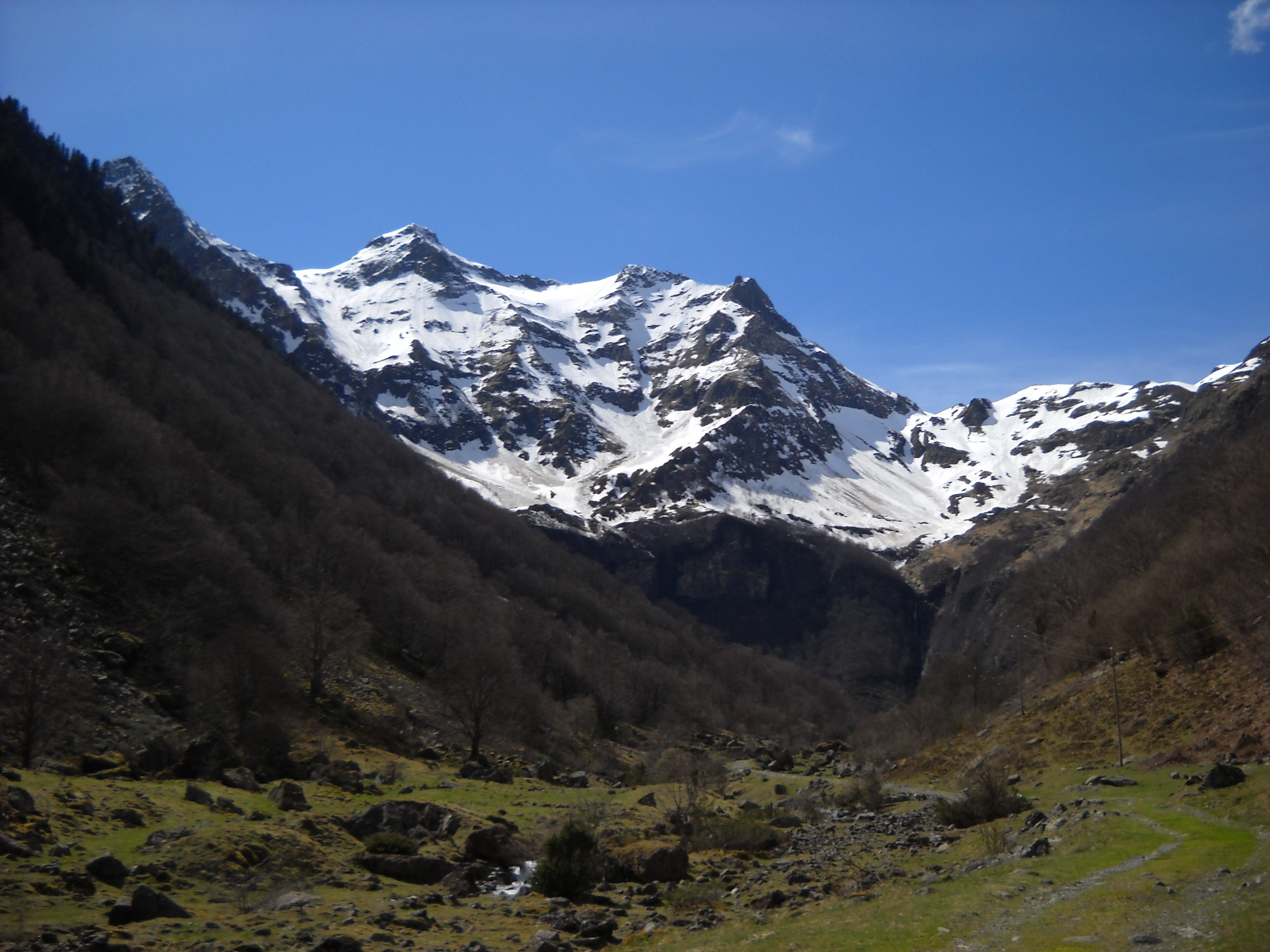
Le Cirque de La Plagne en avril.

## Hydroélectricité
La production annuelle de la centrale d'Eylie, approvisionnée par différents captages et barrages (Urets, Chichoué, étang d'Araing), est de 27 mégawatts.

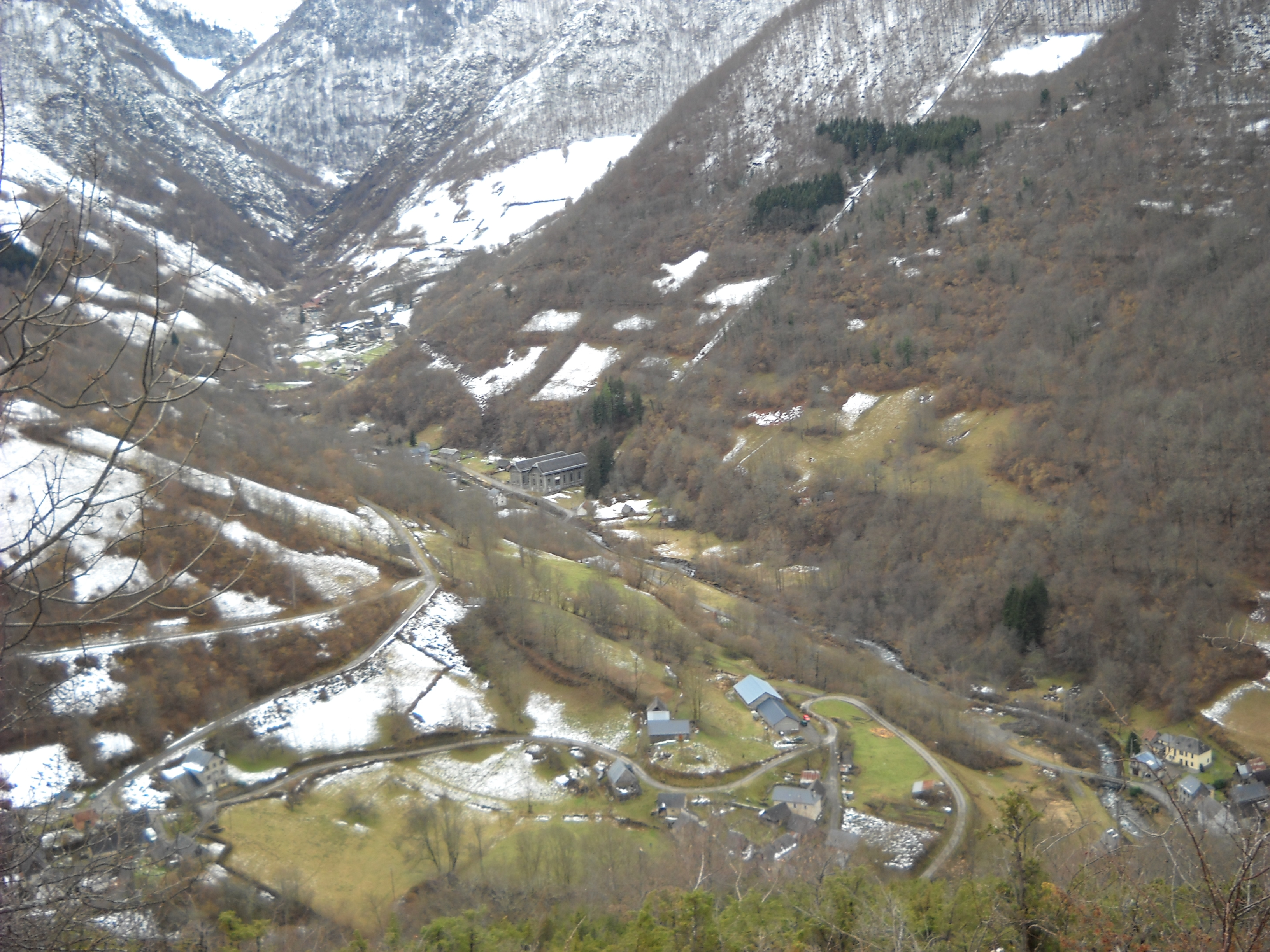
La haute vallée du Lez et l'usine hydroélectrique d'Eylie